# Théodore de Dartein
Théodore-Marie-Félix de Dartein est un général de division français, né le 31 août 1852 à Ottrott (Bas-Rhin) et mort le 2 octobre 1936. Il servit d'abord dans l'état-major puis dans la cavalerie.

## Grades
- 15/11/1872 : élève à l'École spéciale militaire de Saint-Cyr
- 01/10/1874 : sous-lieutenant
- 28/12/1876 : lieutenant
- 11/06/1882 : capitaine
- 29/12/1892 : chef d'escadrons
- 10/07/1898 : lieutenant-colonel
- 31/12/1903 : colonel
- 24/09/1908 : général de brigade.
- 16/09/1914 : général de division à titre temporaire.
- 02/04/1916 : général de division (réserve).

## Postes
- 31/12/1903-11/04/1908 : chef de corps du 14e régiment de dragons
- 24/09/1908-01/10/1913 : commandant de la brigade de cavalerie du 6e Corps d'Armée.
- 01/10/1913-28/02/1914 : commandant de la 1re brigade de cavalerie légère.
- 28/02/1914-02/08/1914 : en disponibilité.
- 02/08/1914-23/08/1914 : commandant de la 111e brigade d'infanterie de réserve.
- 23/08/1914-28/01/1916 : commandant de la 56e division d'infanterie de réserve.
- 31/08/1914 : placé dans la section de réserve.
- 28/01/1916-16/04/1916 : en disponibilité.
- 16/04/1916-19/02/1917 : inspecteur des centres d'instruction de la IVe Armée.
- 19/02/1917-01/06/1917 : en disponibilité.
- 01/06/1917 : replacé dans la section de réserve.

## Décorations

### Décorations françaises
- Grand officier de la Légion d'honneur (décret du 16 juin 1920)[2]
  -  Commandeur de la Légion d'honneur (décret du 26 novembre 1914)
  -  Officier de la Légion d'honneur (décret du 30 décembre 1909)
  -  Chevalier de la Légion d'honneur (décret du 17 septembre 1891)
- Croix de guerre 1914-1918 (1 palme)
- Médaille interalliée 1914-1918
- Médaille commémorative de la guerre 1914-1918

### Décorations étrangère
- Officier du Nichan Iftikhar (13/07/1891) ( France /  Tunisie)

## Écrits
- Charles de Dartein, engagé volontaire à 17 ans, le 20 mars 1917, au 150e régiment d'infanterie, aspirant le 20 février 1918 au 29e bataillon de chasseurs à pied, sous-lieutenant le 20 août 1918 au même bataillon, tué à l'ennemi à l'âge de 18 ans, le 18 octobre 1918, à Monceau-le-Waast, près Laon, 1899-1918, Berger-Levrault,  Nancy, avril 1919
- La 56e division au feu. Souvenirs de son commandant. II : Récit de ses opérations jusqu'à sa dissolution, octobre 1914 à janvier 1919, Berger-levrault, 1935.

## Source externe
- Dossier de Légion d'honneur du général de Dartein.